# Remakes de l'Institut Lumière
Les Remakes du Festival Lumière sont des films à sketchs pour le Festival Lumière de Lyon projetés à la cérémonie de culture du festival et à chaque 19 mars, jour de naissance du 7e art. 

## Historique

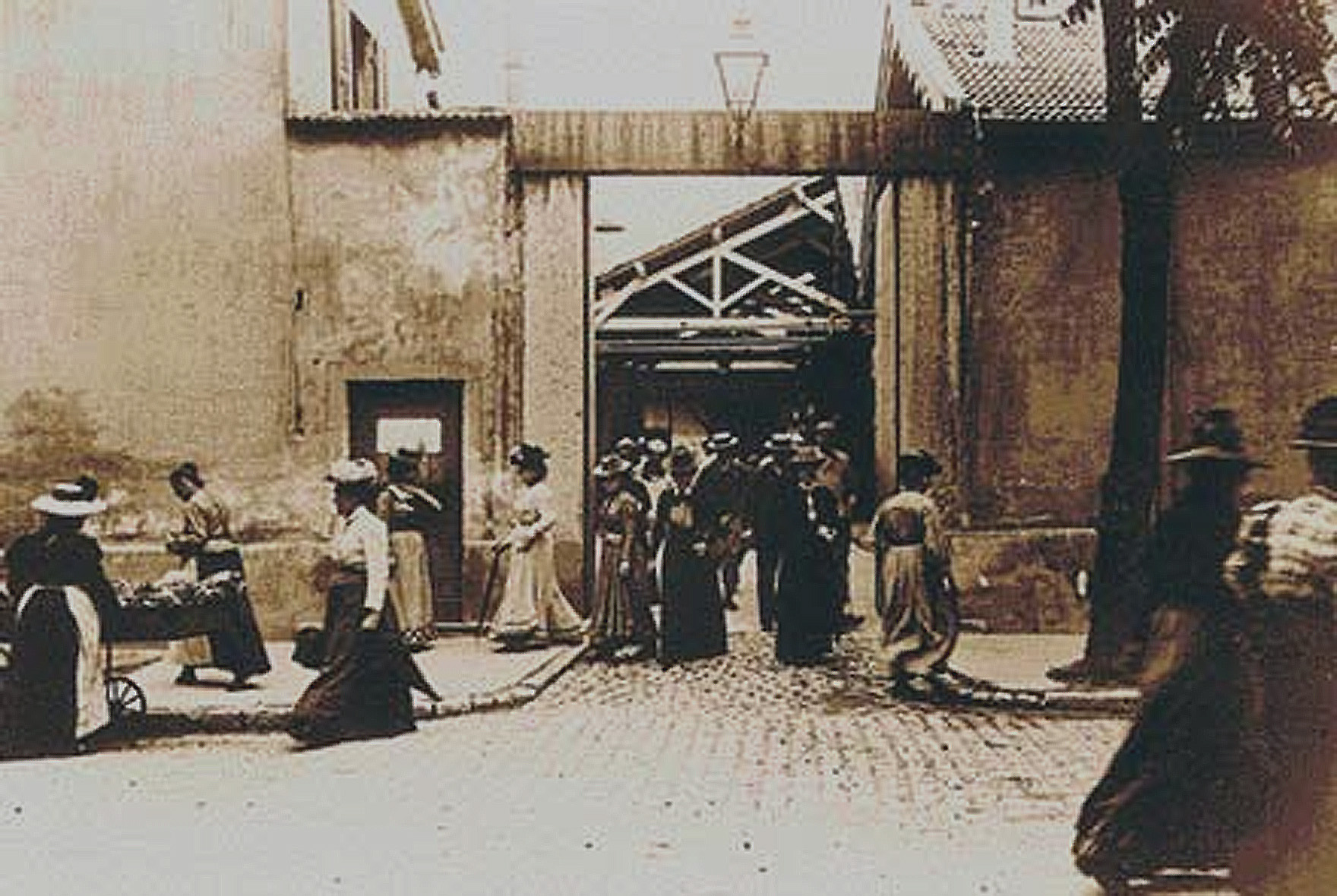
Photogramme de La Sortie de l'usine Lumière à Lyon.

Le 9 mars 1895, Louis Lumière tourne La Sortie de l'usine Lumière à Lyon, 50 secondes de film dans lequel on voit le personnel sortir d'un hangar qui, cent ans plus tard, deviendra la salle de cinéma de l'Institut Lumière.
En 2013, à l'occasion des 30 ans de l'Institut Lumière et dans le cadre du Festival Lumière de Lyon, de grands noms du cinéma tournent de nouvelles versions de La Sortie de l'usine Lumière à Lyon pour commémorer l'invention du cinéma.

## Remakes de 2013
En 2013, Quentin Tarantino, Michael Cimino et Jerry Schatzberg tournent chacun une version de La Sortie de l'usine Lumière à Lyon.

### Version de Quentin Tarantino

#### Fiche technique
- Réalisation : Quentin Tarantino
- Scenario : Quentin Tarantino d'après une idée de Thierry Frémaux et Bertrand Tavernier
- Pays d'origine : France
- Durée : 50 secondes
- Date de sortie : 19 mars 2013

#### Distribution
- Harvey Keitel : lui-même
- Emmanuelle Devos : elle-même
- Thierry Frémaux : lui-même
- Quentin Tarantino : lui-même

## Remakes de 2014
En 2014, Pedro Almodóvar, Paolo Sorrentino et Xavier Dolan tournent chacun une version de La Sortie de l'usine Lumière à Lyon,.

### Version de Pedro Almodóvar

#### Fiche technique
- Réalisation : Pedro Almodóvar
- Scenario : Pedro Almodóvar d'après une idée de Thierry Frémaux et Bertrand Tavernier
- Pays d'origine : France
- Durée : 50 secondes
- Date de sortie : 19 mars 2014

#### Distribution
- Thierry Frémaux : lui-même

### Version de Paolo Sorrentino

#### Distribution
- Marisa Paredes
- Rossy de Palma
- Bérénice Bejo
- Isabella Rossellini

## Remakes de 2015
Les remakes de 2015 célèbrent les 120 ans du cinématographe Lumière,.

### Version de Martin Scorsese

#### Fiche technique
- Réalisation : Martin Scorsese
- Scenario : Martin Scorsese d'après une idée de Thierry Frémaux et Bertrand Tavernier
- Pays d'origine : France
- Durée : 50 secondes
- Date de sortie : 19 mars 2015

#### Distribution
- Jean-Pierre Jeunet : lui-même
- Michel Hazavincius : lui-même
- Thierry Frémaux : lui-même
- Bertrand Tavernier : lui-même
- Martin Scorsese : lui-même